# Nerocila priacanthusi
Nerocila priacanthusi là một loài chân đều trong họ Cymothoidae. Loài này được miêu tả khoa học năm bởi Jalaja Kumari, Hanumantha Rao & Shyam.